# Новінджер (Міссурі)
Новінджер (англ. Novinger) — місто (англ. city) в США, в окрузі Адер штату Міссурі. Населення — 383 особи (2020).

## Географія
Новінджер розташований за координатами 40°14′4″ пн. ш. 92°42′25″ зх. д. / 40.23444° пн. ш. 92.70694° зх. д. (40.234435, -92.706968).  За даними Бюро перепису населення США в 2010 році місто мало площу 2,08 км², з яких 2,04 км² — суходіл та 0,04 км² — водойми.

## Демографія
Згідно з переписом 2010 року, у місті мешкало 456 осіб у 206 домогосподарствах у складі 124 родин. Густота населення становила 220 осіб/км².  Було 246 помешкань (119/км²).
Расовий склад населення:
| - 98,7 % — білих - 0,7 % — корінних американців |

До двох чи більше рас належало 0,7 %. Частка іспаномовних становила 0,2 % від усіх жителів.
За віковим діапазоном населення розподілялося таким чином: 21,3 % — особи молодші 18 років, 61,4 % — особи у віці 18—64 років, 17,3 % — особи у віці 65 років та старші. Медіана віку мешканця становила 44,5 року. На 100 осіб жіночої статі у місті припадало 106,3 чоловіків;  на 100 жінок у віці від 18 років та старших — 101,7 чоловіків також старших 18 років.
Середній дохід на одне домашнє господарство  становив 45 282 долари США (медіана — 32 375), а середній дохід на одну сім'ю — 49 749 доларів (медіана — 36 154). Медіана доходів становила 32 083 долари для чоловіків та 28 393 долари для жінок. За межею бідності перебувало 22,4 % осіб, у тому числі 33,0 % дітей у віці до 18 років та 33,9 % осіб у віці 65 років та старших.
Цивільне працевлаштоване населення становило 204 особи. Основні галузі зайнятості: освіта, охорона здоров'я та соціальна допомога — 26,5 %, роздрібна торгівля — 23,0 %, виробництво — 12,7 %, будівництво — 8,3 %.